# Martire d'amore
Martire d'amore (Märtyrerin der Liebe) è un film muto del 1915 diretto da Rudolf Biebrach. Il nome del regista appare anche tra gli attori del film che ha come protagonista Henny Porten.

## Produzione
Il film fu prodotto dalla Messter Film.

## Distribuzione
Con il visto di censura HH.5108, il film uscì nelle sale cinematografiche tedesche presentato in varie sale di Berlino (tra le quali la U.T. Kurfürstendamm) il 27 agosto 1915 con il titolo originale Märtyrerin der Liebe. In Danimarca, prese il nome Kærlighedens Martyr.